# Lycaeides amphion
Lycaeides amphion är en fjärilsart som beskrevs av Fabricius 1793. Lycaeides amphion ingår i släktet Lycaeides och familjen juvelvingar. Inga underarter finns listade i Catalogue of Life.